# Lego Super Mario

Logo de la serie de los sets

Lego Super Mario (estilizado como caso de inicio) es un tema de Lego basado en la serie de juegos de plataformas Super Mario creada por el diseñador de juegos japonés Shigeru Miyamoto. Tiene licencia de Nintendo. El tema se presentó por primera vez el 1 de agosto de 2020. Desde su lanzamiento, el tema de Lego Super Mario ha recibido críticas generalmente positivas.

## Resumen
El tema de Lego Super Mario fue el resultado de la colaboración entre The Lego Group y Nintendo con motivo del 35.º aniversario del juego de 1985 Super Mario Bros. Se trata básicamente de una mezcla entre un set de Lego y un videojuego, en el que se pueden construir versiones reales de niveles 2D de Super Mario, como praderas, desiertos y el castillo de Bowser. La pieza clave del tema es la figura interactiva de Super Mario. A diferencia de las figuras tradicionales de Lego, la figura de Mario es grande y electrónica, con los ojos, la boca y el pecho utilizan una pantalla LED. Otra característica clave de la figura es el escáner situado en la parte inferior de la figura de Mario, y la conectividad Bluetooth. El escáner utiliza colores o códigos legibles por máquina para funcionar. El escáner puede cambiar la pantalla LED para afectar a las expresiones o acciones de Mario. Por ejemplo, si el escáner escanea el color rojo, Mario lo detectará como lava y fingirá «perder una vida». Se pueden colocar códigos en enemigos, bloques, potenciadores, tuberías Warp y mástiles de bandera para mostrar acciones en la pantalla del cofre, como monedas cuando Mario derrota a un enemigo. Todos ellos producen efectos de sonido, atribuidos a la franquicia Super Mario. Por último, la figura de Mario utiliza Bluetooth para conectarse a la aplicación oficial. La aplicación también puede utilizarse para retos, como cámara y como libro de instrucciones digital, y para actualizar el firmware de la figura de Mario. El tema se vendía con 11 juegos de niveles de Mario, 4 packs de disfraces que hacían referencia a anteriores potenciadores de Mario y una colección de bolsas ciegas con 10 enemigos recurrentes de Mario.
En julio de 2020, Nintendo presentó la Lego Nintendo Entertainment System. Este set incluye una réplica a tamaño real de la consola con un cartucho y un mando y un televisor CRT en miniatura que muestra el juego de Super Mario Bros. World 1-1. El televisor dispone de una manivela que, al girarla, puede hacer que se mueva el scroll del juego que manipula al Mario de 8 bits de la pantalla. Aunque no tiene nada que ver con el tema original, el televisor puede conectarse con la figurita interactiva de Mario, haciendo que emita efectos sonoros al darle cuerda a la manivela. Dentro de la consola hay un homenaje a la zona warp. Este es el conjunto más grande de todo el tema.
Además, The Lego Group construyó un modelo a tamaño real de Super Mario, que aparece en el videojuego. Super Mario contiene un total de 23.000 ladrillos Lego y mide 1,2 metros de altura. Al igual que la versión pequeña, tiene una pantalla en el pecho, para los ojos y para la boca. Al pulsar los distintos botones, se producen diferentes reacciones que coinciden con lo que ocurre cuando el Super Mario de Lego normal se para sobre determinados tipos de ladrillos.
En 2022, The Lego Group construyó un modelo de tamaño real de Bowser, que aparece en el videojuego. Bowser contiene un total de 663.900 ladrillos Lego y mide 4,5 metros de altura. Un modelo de tamaño real de Bowser expuesto en la Comic-Con de San Diego.

## Desarrollo
Las conversaciones entre The Lego Group y Nintendo comenzaron en verano de 2015, donde los altos cargos de Nintendo pidieron colaborar con la compañía. A continuación se entabló un debate que generó muchas ideas, antes de votar qué idea utilizar. La idea más popular fue la de una figura interactiva. El equipo no tenía mucho con lo que trabajar, y las únicas palabras con las que trabajar eran «haz algo que sólo estas dos empresas puedan hacer juntas. Es un producto de Lego, pero también de Nintendo». El diseñador jefe, Jonathan Bennink, se inspiró en el videojuego de juguetes Lego Dimensions, pero al revés, dando vida al videojuego con juguetes. El equipo también se inspiró en Super Mario Maker, tomando la idea de que los jugadores construyan niveles de Mario e incorporándola a la construcción de Lego. Los decorados se inspiraron en muchos de los juegos principales de Mario, aunque describen el resultado como «una mezcla entre Super Mario Bros. y también 3D World, con las esquinas redondeadas».
Con la figura en sí, el concepto para fabricar a Mario llevó 2 años. Bennink y sus equipos barajaron una amplia gama de ideas y prototipos que aprovechaban distintas tecnologías, como la realidad aumentada y la realidad virtual. Otro diseño incluía que la figura tuviera una pantalla gigante para mostrar la cara de Mario, pero decidieron no hacerlo por el vacío que dejaba al apagarse. A Bennink se le ocurrió entonces un ladrillo interactivo de 3x3 con una pantalla, algo que el equipo no había visto antes, y decidió decidirse por él. El diseño se sometió a rigurosas pruebas de durabilidad y resistencia, lo que llevó a Nintendo a desechar 6.000 prototipos para garantizar su calidad. Muchos prototipos se llevaron a los talleres de Kioto para realizar más pruebas, con la ayuda del líder creativo de Nintendo, Takashi Tezuka. Estas visitas se producían a menudo antes de que cesaran debido a la pandemia de COVID-19. Los efectos de sonido que emite la figura son líneas recién grabadas por el actor de doblaje de Mario, Charles Martinet, y música del compositor Koji Kondo.

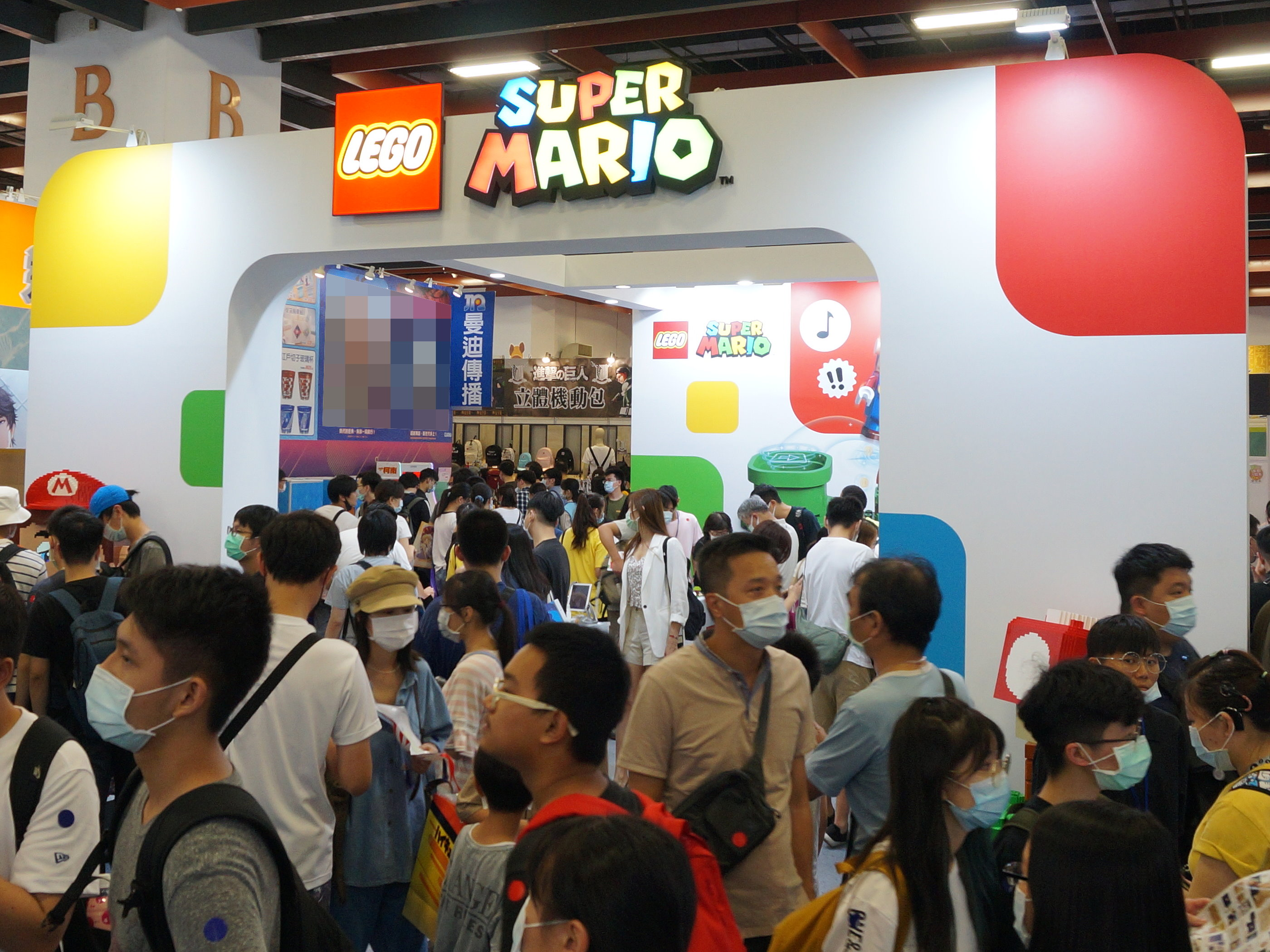
Un stand de Lego Super Mario en la feria Lego Trading de Taiwán

El tema de Lego Super Mario fue bromeado por primera vez el 10 de marzo de 2020, también conocido como MAR10 / Día Nacional de Mario, tanto en el Twitter oficial de Nintendo Lego, mostrando la pantalla LED de Mario. El tema en sí se reveló oficialmente dos días después, cuando Nintendo publicó un tráiler en el que se detallaban los decorados y la descripción general. Las tiendas oficiales de Lego organizaron demostraciones del tema para que los clientes pudieran probarlo. La web china VJGamer y las alemanas Promo Bricks y StoneWars filtraron por primera vez en Internet información sobre el precio y la fecha de la consola Lego Nintendo Entertainment System. El 13 de julio de 2020, la cuenta de Twitter de Lego publicó una silueta del set antes de ser revelado oficialmente al día siguiente. Tanto el tema como el juego de NES salieron a la venta el 1 de agosto de 2020. El 10 de julio de 2020 se pusieron a disposición tres conjuntos.
En julio de 2020, el director de diseño, Jonathan Bennink, y el director de marketing, Christian Munk, hablaron de la estrecha colaboración entre el Grupo Lego y Nintendo en Super Mario. Jonathan Bennink explicó: «Pero también hay ADN LEGO en el núcleo, porque después de esa mala racha que tuvimos, con la dirección diciendo "¿dónde están los ladrillos?", en una de las tormentas de ideas en línea se nos ocurrió la idea del principio y el final. Y que todo lo que construyes entre medias con ladrillos LEGO es un nivel. También fue entonces cuando añadimos el sensor de color, lo que significaba que Mario no solo reaccionaba a los ladrillos RFID, sino también a cualquier otro ladrillo, porque puede leer los colores básicos de LEGO. Ahora todo el nivel era interactivo. Luego se nos ocurrió la idea de recoger monedas, que puedes conseguir saltando sobre los enemigos o superando los desafíos. Le añadimos un temporizador, puedes conseguir bloques que te den un poco más de tiempo, por ejemplo en el tobogán Piraña, donde pasas mucho tiempo haciendo equilibrios, quieres más tiempo. Así es como evolucionó hasta convertirse en lo que es ahora». Christian Munk explicó: «Creo que tenemos una asociación única con Nintendo. Se trata de una línea de LEGO y del proceso de desarrollo de LEGO, pero esto ha sido realmente cocreado junto con el socio: tres veces a la semana tenemos llamadas de Skype con Nintendo, nos han ayudado, como ha dicho Jonathan, con la parte técnica y también con la parte del juego, lo que hace que sea divertido para los niños, así que es una buena experiencia de Nintendo y LEGO. Se trata de ser creativos, así que lo que esperamos es que los niños hagan las creaciones más chulas y extravagantes posibles y luego jueguen con ellas para ver cuántas monedas pueden conseguir».
Jonathan Bennink reveló por qué el próximo tema no utiliza minifiguras y cómo se desarrolló el personaje interactivo. Jonathan Bennink explicó: «Mario parece estar hecho de ladrillos LEGO fundidos. Por ejemplo, su barriga es el elemento del coche, el capó del coche y su pelo son placas de LEGO de 1×1, así que parece construido con ladrillos de LEGO. Los enemigos también, ya que la línea se basa en la construcción y la creatividad, pensamos que los enemigos debían construirse en lugar de moldearse a partir de una sola pieza. Boo es muy redondeado en el juego, pero es cuadrado porque es una versión LEGO».
Jonathan Bennink y Christian Munk revelaron por qué Super Mario tardó cuatro años en desarrollarse y qué aprendieron de Lego Dimensions. Jonathan Bennink explicó: «Sí, nuestros jefes no están muy contentos, pero al final hemos hecho algo, así que eso es bueno. En definitiva, se trata de encontrar la receta para el juego, lo que nos llevó un año y medio, desde la idea inicial de un personaje interactivo hasta qué hacer con él. Porque muchos de los juguetes tecnológicos que hay por ahí son divertidos durante un día, y luego se acaban, y aquí esperamos que haya una longevidad en la construcción de niveles, en tener tus propias ideas y poner tu propia creatividad en ello, y luego compartirlo con la gente que te rodea. Eso nos llevó un poco de tiempo, luego tuvimos que fabricarlo todo, y luego Nintendo también estaba muy preocupada por la calidad y la seguridad, así que todo lo que les enviamos, también lo tiraron cinco mil veces para asegurarse de que es fuerte», y Christian Munk explicó: «Para seguir con el tema, lo que más me enorgullece es que probablemente tengamos una de las primeras experiencias de juego realmente interactivas del Grupo LEGO. Pero además, lo que lo hace realmente único es que se trata de una experiencia de juego interactiva manual en la que tienes la figura de LEGO Super Mario en el centro, pero luego puedes construir todo este mundo de juego interactivo alrededor, de modo que realmente construyes el mundo tú mismo. No se trata de ladrillos especiales, sino que reacciona al color de los ladrillos, así que también puedes usar los ladrillos que ya tienes para construir un mundo genial, y entonces reacciona tanto a la forma en que juegas al mundo como a la forma en que lo has construido, y eso es de lo que estoy especialmente orgulloso en esta línea».
Jonathan Bennink habló de que las instrucciones de construcción son digitales en lugar de las tradicionales impresas y explicó: «Gracias por esa pregunta, ya que me encantaría explicar a todo el mundo por qué no están ahí. Sencillamente, no podíamos explicar esta nueva forma de jugar en papel. Lo intentamos mucho en el prototipo, créeme, con flechas que mostraban cómo saltar con Mario... en papel, es demasiado difícil de explicar. Los niños se lo saltan. Básicamente, cualquier cosa que no sea una instrucción de construcción se la saltan porque creen que es opcional. Al incluir las instrucciones de construcción en la aplicación, también podemos incluir vídeos, y un vídeo de 2 o 3 segundos dice mucho más que una página con 15 flechas volando de un lado a otro intentando explicar un movimiento. Y sabemos por otros proyectos que los niños aprecian mucho las instrucciones de construcción en 3D porque pueden tener una buena vista tridimensional de la construcción y ver exactamente dónde se colocan los ladrillos».

## Aplicación
El estudio de desarrollo de software UsTwo ha desarrollado una aplicación titulada Lego Super Mario para Android, iOS y Fire OS. Salió a la venta el 20 de julio de 2020. Desde 2021, los jugadores pueden activar la experiencia a través de la app y no están restringidos a usar solo a Lego Mario y Luigi, sino que pueden usar cualquier combinación de ambos personajes.

## Recepción

### Tema de Super Mario
El tema recibió críticas generalmente positivas, y la mayoría afirmó que es un artículo perfecto para los niños, pero que puede funcionar para los fanáticos de Lego y Mario. Scott Stein de CNET describió el tema como un «sólido entretenimiento veraniego» que permitía hacer algo durante el encierro, alabó los bonitos y sencillos decorados para construir, así como la cantidad de intratabilidad del tema, pero criticó la abrumadora cantidad de diseño abierto y la falta de rejugabilidad. Muchas reseñas compararon la idea con otros productos de Nintendo, como Super Mario Maker y Nintendo Labo. Por ejemplo, Alex Olney de Nintendo Life escribió cómo se dio cuenta de que esto era como Mario Maker en una forma física. En su opinión, la figurita de Mario es encantadora y simpática, y su sencillez es más adecuada para los más jóvenes. Sin embargo, criticó que los diseños y conceptos de los niveles carecían del mismo encanto que la figura. Mike Fahey de Kotaku comentó que la mejor forma de jugar con el tema era usar la imaginación para mejorar la experiencia. Con la figurita, aunque el diseño empezó a gustarle, la figurita apagada le resultó inquietante. Como coleccionista de Lego, sintió que al tema le faltaba cierto elemento, y añadió que más figuras interactivas podrían ayudar a aumentar la experiencia del tema. En la reseña de The Daily Telegraph, Tom Hoggins opinaba que los homenajes de los sets añadían encanto al producto en general, alabando la idea en su conjunto, pero señalaba que el rango de precios de los sets no parecía coincidir con el rango de edad, añadiendo que el precio era más para coleccionistas de Lego.
En julio de 2020, Lego Super Mario fue preseleccionado para los Play Creators Awards 2020. En octubre de 2020, Aventuras con Mario Starter Course apareció en la lista de los diez mejores juguetes de Tesco para las Navidades de 2020. En noviembre de 2020, Aventuras con Mario Curso de iniciación apareció en la lista de los mejores juguetes para las Navidades de 2020, según la selección del programa This Morning de la ITV.

### Lego NES
Al igual que el tema de Mario, este set recibió críticas positivas. Muchos elogiaron la fidelidad del diseño original. Otras críticas también alaban la interactividad con el juego, principalmente con la manivela y la consola. Kevin Wong de IGN disfrutó mucho construyendo el decorado, a pesar del largo tiempo de construcción. Elogió el decorado por sus homenajes, pero manteniéndose fiel al diseño original. Graham de Brick Fanatics opinó que el set de NES era muy superior al tema de Mario, alabando la funcionalidad y el atractivo del set para los fans incondicionales de Nintendo y Lego.

### Premios y nominaciones
En 2020, Aventuras con Mario Starter Course (número de juego: 71360) recibió el premio «DreamToys» en la categoría Licensed To Thrill de la Toy Retailers Association. En 2021, Lego Super Mario ganó los premios NPD Group's Global and European Toy Industry Performance Awards. En febrero de 2021, la Asociación del Juguete otorgó a los Packs de personajes los premios de «Juguete del Año» y «Coleccionable del Año». Bowser's Castle Boss Battle Expansion Set fue galardonado como «Juguete del Año» y también como «Playset del Año» por la Toy Association. En septiembre de 2022, Aventuras con Peach (número de juego: 71403) fue galardonado como «Juguete del Año» y también como «Playset del Año» por la Asociación del Juguete.